# Aurélio Pinto de Sousa

Bischofswappen von Aurélio Pinto de Sousa

Aurélio Pinto de Sousa (* 12. November 1974 in Guaraciaba do Norte, Ceará) ist ein brasilianischer römisch-katholischer Geistlicher und Bischof von Quixadá.

## Leben
Aurélio Pinto de Sousa besuchte bis 1993 das Colégio municipal Dom Pedro I in Guaraciaba do Norte. Nachdem er 1994 ein theologisches Propädeutikum am propädeutischen Seminar São José in Tianguá absolviert hatte, studierte er von 1995 bis 1997 Philosophie am Instituto Teológico Pastoral do Ceará (ITEP) in Fortaleza und erlangte mit einer Arbeit über den Idealismus bei Immanuel Kant ein Lizenziat. Es folgte von 1998 bis 2003 das Studium der Katholischen Theologie am Centro de Estudos Superiores da Companhia de Jesus in Belo Horizonte. Dort erwarb er im Jahr 2000 mit einer Arbeit über die Beziehung von Glauben und Vernunft einen Bacharelado im Fach Katholische Theologie und 2003 mit der Arbeit Batismo e Ecumenismo – A Teologia Batismal de Dionísio Barobio lida na perspectiva ecumênica aberta pelo documento de Lima („Taufe und Ökumene – Die Tauftheologie von Dionísio Barobio gelesen in der durch das Dokument von Lima eröffneten ökumenischen Perspektive“) einen Mestrado. Er wurde am 19. März 2003 zum Diakon geweiht und empfing am 12. Juli desselben Jahres durch den Bischof von Tianguá, Francisco Javier Hernández Arnedo OAR, das Sakrament der Priesterweihe für das Bistum Tianguá.
Zunächst leitete Aurélio Pinto de Sousa als Regens das Priesterseminar Dom Timóteo in Fortaleza. Daneben belegte er 2007 am Instituto Santo Tomás de Aquino in Belo Horizonte Kurse für Ausbilder an Priesterseminaren. Nachdem er 2009 kurzzeitig als Pfarrvikar der Kathedrale Sant’Ana in Tianguá gewirkt hatte, wurde er für weiterführende Studien nach Rom entsandt. Dort wurde er 2014 am Päpstlichen Athenaeum Sant’Anselmo bei James Puglisi SA mit der Arbeit Ministério e espiritualidade dos presbíteros. A articulaçâo entre graça batismal e caridade pastoral à luz do Concílio Vaticano II („Amt und Spiritualität der Priester. Die Verbindung zwischen Taufgnade und pastoraler Nächstenliebe im Licht des Zweiten Vatikanischen Konzils“) zum Doktor der Theologie im Fach Sakramententheologie promoviert. Daneben absolvierte er 2010 am Katholisch-Sozialen Institut einen Kurs in Christlicher Soziallehre und von 2010 bis 2011 am Pontificio Istituto di Archeologia Cristiana einen Kurs in Christlicher Archäologie sowie 2011 an der Apostolischen Pönitentiarie einen Kurs über das Forum internum.
2014 kehrte Aurélio Pinto de Sousa in seine Heimat zurück, wo er zuerst Pfarradministrator und 2016 schließlich Pfarrer der Pfarrei São Pedro in Tianguá wurde. Ab 2023 war er als Pfarrer der Pfarrei Nossa Senhora da Assunção in Viçosa do Ceará tätig. Außerdem gehörte er dem Priesterrat an und fungierte als Verantwortlicher für die Pastoralliturgie im Bistum Tianguá. Darüber hinaus lehrte Aurélio Pinto de Sousa bereits ab 2003 Liturgiewissenschaft, Sakramententheologie und Mariologie an der Faculdade Católica de Fortaleza.
Am 10. Mai 2023 ernannte ihn Papst Franziskus zum Bischof von Quixadá. Der Erzbischof von Fortaleza, José Antônio Aparecido Tosi Marques, spendete ihm am 15. Juli desselben Jahres in der Kathedrale Sant’Ana in Tianguá die Bischofsweihe; Mitkonsekratoren waren der Bischof von Tianguá, Francisco Edimilson Neves Ferreira, und der emeritierte Bischof von Tianguá, Francisco Javier Hernández Arnedo OAR. Sein Wahlspruch Pascite gregem Dei („Weidet die Herde Gottes“) stammt aus 1 Petr 5,2 . Die Amtseinführung erfolgte am 5. August 2023.

## Schriften
- Ministério e espiritualidade dos presbíteros. A articulaçâo entre graça batismal e caridade pastoral à luz do Concílio Vaticano II. Pontificio Ateneo Sant’Anselmo, Rom 2014, OCLC 1105466690.